# Coelotes guizhouensis
Coelotes guizhouensis là một loài nhện trong họ Amaurobiidae.
Loài này thuộc chi Coelotes. Coelotes guizhouensis được miêu tả năm 2002 bởi Peng, S. Q. Li & Huang.